# Comeno
Coméno, detto Còmeno, (in sloveno Komen [ˈkoːmən], in tedesco Komein) è un comune della Slovenia di 3 547 abitanti appartenente alla regione Carsico-litoranea, posto nel cuore del Carso sul confine con l'Italia, a cui appartenne dal 1919 al 1947, quando fu assegnato alla Jugoslavia.

## Storia
La parrocchia, e con essa anche il paese, è citata per la prima volta nel 1247. Nel corso dell'Ottocento il paese divenne un importante centro amministrativo per il Carso occidentale essendo sede di tribunale, carcere e ufficio dell'erario. Era inquadrato nel distretto di Sesana, all'interno della Contea di Gorizia e Gradisca (dal 1849 parte del Litorale austriaco). Per la sua posizione divenne anche sede di colonie estive e di un sanatorio per la cura delle malattie polmonari con annesso centro radiologico.
A inizio Ottocento il comune catastale di Comen (Komen) includeva, oltre al capoluogo, anche il villaggio di Preceria (Preserje), il casale di Divče e successivamente anche il villaggio di Malidol (o Mali Dol o Mallidol). In seguito inglobò anche i vicini comuni di Tomasavizza/Tomasovizza (Tomaževica o Tomažovica ), Sutta (Suta o Sveto) e Vouzigrad/Volcigrad (Volčji Grad o Volčigrad).
Dal 1920 al 1947 fece parte del Regno d'Italia, inquadrato con provincia del Friuli (1923-1927) e nella Provincia di Gorizia. Nel 1923 il nome del comune venne modificato da Comen a Comeno. L'attuale territorio comunale era allora articolato nei comuni di:
- Berie/Boriano (Berje, aggregato nel 1928)
- Brestovizza/Brestovizza in Valle (Brestovica, aggregato nel 1928 a Opacchiasella)
- Cobilaglava/Cobbia (Kobjeglava, aggregato a San Daniele del Carso nel 1928)
- Comen/Comeno, con le frazioni di Suta/Sutta (Sveto), Preserie/Presserie (Preserje), Volcigrad/Volci (Volčji Grad), Tomasevizza (Tomaževica), Mali Dol/Dol piccolo (Mali Dol)[14][15]
- Gabrovizza (aggregato nel 1928)
- Goriansco/Goriano (aggregato nel 1928)
- San Daniele/San Daniele del Carso
- le frazioni Ceccovini (Čehovini), Trebisani/Trevisani (Trebižani) e Vescotti di San Giacomo in Colle, all'epoca facente parte della Provincia di Trieste
- Scherbina (aggregato nel 1928)

Oltre ai centri elencati sopra, nel 1928 Comeno inglobò anche i comuni di Pliscovizza/Pliscovizza della Madonna (Pliskovica) e Valgrande/Dol Grande (Veliki Dol), centri oggi nel comune di Sesana.
Passò poi alla Jugoslavia e quindi alla Slovenia.
Duramente colpito sia durante la prima guerra mondiale che la seconda, il 15 febbraio 1944 venne dato alle fiamme dalle truppe tedesche e gli abitanti furono deportati in Baviera.

## Società
A Comeno esiste una piccola comunità di italiani autoctoni, che è drasticamente diminuita in seguito all'esodo giuliano dalmata, che avvenne dopo la seconda guerra mondiale e che fu anche cagionato dai "massacri delle foibe". Secondo l'ultimo censimento, l'1,20% della popolazione si è definita di madrelingua italiana (vedi Litorale-Carso).

## Località
Il comune di Comeno è diviso in 35 insediamenti (naselja):
- Brestovizza[18] (Brestovica pri Komnu)
- Boriano[18] (Brje pri Komnu)
- Čehovini
- Čipnje
- Cobidil[19] (Kobdilj)
- Cobbia[18] (Kobjeglava)
- Coljava
- Comeno (Komen), sede comunale
- Crussevizza[20] (Hruševica)
- Divči
- Dolanci
- Gabrovizza[20] (Gabrovica pri Komnu)
- Goriano[18] (Gorjansko)
- Ivanji Grad
- Klanec pri Komnu
- Koboli
- Kodreti
- Lisjaki
- Lukovec
- Mali Dol
- Nadrožica
- Preserje pri Komnu
- Rubije
- San Daniele del Carso[18] (Štanjel)
- Scherbina[18] (Škrbina)
- Šibelji
- Škofi
- Sutta[20] (Sveto)
- Tomačevica
- Trebižani
- Tupelče
- Vale
- Večkoti
- Volci[20] (Volčji Grad)
- Zagrajec

## Monumenti d'interesse
Nella frazione di Goriano si trova il cimitero militare austro-ungarico delle diecimila salme relativo alla prima guerra mondiale e posto accanto al cimitero del piccolo paese (ove si trova la tomba del decano di Comeno, Bogomil Němec, boemo, trucidato dai fascisti nel 1931 durante un interrogatorio), lungo la strada regionale che porta a Brestovizza. Si tratta del più grande cimitero dell'esercito austro-ungarico nella zona del fronte dell'Isonzo; vi sono, infatti, sepolti oltre 10.000 militari di nazionalità diverse.
Un altro cimitero militare di più piccole dimensioni si trova a Boriano.